# Ranunculus decandrus
Ranunculus decandrus är en ranunkelväxtart som beskrevs av Wen Tsai Wang. Ranunculus decandrus ingår i släktet ranunkler, och familjen ranunkelväxter. Inga underarter finns listade i Catalogue of Life.